# Physena
Physena Noronha ex Thouars, 1806 è un genere di piante angiosperme dell'ordine Caryophyllales endemico del Madagascar. È l'unico genere della famiglia Physenaceae Takht., 1985.

## Tassonomia
Il genere comprende le seguenti specie:
- Physena madagascariensis Steud.
- Physena sessiliflora Tul.